# Jungle Cubs
Jungle Cubs (Los Cachorros del Libro de la Selva en España y El Librito de la Selva en Hispanoamérica) es una serie estadounidense de dibujos animados estrenada en 1996 y producida por Walt Disney Television Animation. Está basada en la película El libro de la selva, pero ambientada en la infancia de los personajes principales de la película. La serie se emitió originalmente durante dos temporadas en ABC.

## Argumento
El oso Baloo, la pantera Bagheera, el tigre Shere Khan, el orangután Louie, el elefante Hathi y la serpiente Kaa recuerdan las aventuras que vivieron durante su infancia en la selva antes de la llegada de Mowgli.

## Personajes
- Baloo: Un oso despistado, perezoso y con suerte. Le gusta jugar con sus amigos y, a veces juega malas pasadas a Bagheera con el fin de que no esté tan seria.
- Bagheera: Una pantera macho tranquila y sensata que rara vez se mete en problemas. Tiene una preocupación por estar limpio. Bagheera es cariñosamente conocido como Baggy y es el más joven del grupo.
- Louie: El mejor amigo de Baloo, un orangután. Es muy activo físicamente, pasando gran parte de su tiempo en los árboles y comiendo plátanos, y quiere convertirse en rey de la selva.
- Shere Khan: Un tigre de bengala. A menudo trata de dominar a los demás animales, pero su confianza a veces sufre cuando se enfrenta a problemas reales.
- Kaa: Una joven pitón que quiere hipnotizar a otros animales, pero sus habilidades de hipnosis no están todavía demasiado desarrolladas.
- Hathi: Un elefante que trata de mantener el orden entre sus amigos, pero que es conocido por tartamudear cuando está estresado. Al final se enamora de Winifred, que es su esposa en El libro de la selva.
- Arturo y Cecilio: Dos buitres que suelen andar acechando a los protagonistas, esperando a que uno de ellos muera para poder comérselo, sin tener mucho éxito.

## Lista de Episodios
La serie tiene 21 episodios divididos en 2 temporadas:

### Primera Temporada (1996-1997)
1. Una noche en la Tierra Perdida
2. Burlados por un búfalo / La nena elefante
3. Perros rojos
4. Lo más vital / Mundo Mango
5. ¿Quién quiere ser mandríl?
6. Como la pantera perdió su rugido / Los humanos deben estar locos
7. El gran Kaadini
8. Hulla Baloo / La felicidad de Shere
9. El tesoro de la selva central
10. Benny & Clyde / Cabeza de chorlito
11. Esplendor en el lodo
12. La broma / Morimos de sed
13. La llegada de los lobos

### Segunda Temporada (1997-1998)
1. El mono que quería ser rey
2. Kasababol / Troncos para el recuerdo
3. La maldición de la sandía gigante / El cambio de imagen Hathi
4. Una serpiente de cumpleaños / Cinco bananas
5. Dientes verdes / El elefante que no sabía decir no
6. Historia de dos colas / Bola de pelo
7. Árbol para dos / Esperando a Baloo
8. Un tigre bueno / Baloo no puede dormir

## Lanzimentos enVHSyDVD

### Video Chile: ADV Grantía Original Video

#### VHS
| # | VHS Nombre                                                    | Episodios | Ano  | VHS Lanzimento                                |
| - | ------------------------------------------------------------- | --- | ---- | --------------------------------------------- |
| 1 | El librito de la selva (Volumen 1): Nacidos para ser salvajes | - "Una noche en la Tierra Piedra" - "Como la pantera perdió su rugido" - "Perros rojos"                                                 | 1996 | 13 de agosto de 1997 13 de septiembre de 2003 |
| 2 | El librito de la selva (Volumen 2): Los amigos de Mowgli      | - "¿Quién quiere ser mandríl?" - "Los humanes deben estar locos" - "La nena elefante" - "Mundo Mango" - "El tesoro de la selva central" | 1997 | 22 de mayo de 1998 13 de septiembre de 2003   |
| 3 | El libro de la selva (Volumen 3): Los monerias                | - "Benny y Clyde" - "El gran Kaadini" - "La llegada de los lobos"                                                                       | 1997 | 22 de mayo de 1998 13 de septiembre de 2003   |

#### DVD
| # | DVD Nombre                                        | Episodios | Ano  | DVD Lanzimento           |
| - | ------------------------------------------------- | --- | ---- | ------------------------ |
| 1 | El librito de la selva: Nacidos para ser salvajes | - "Una noche en la Tierra Piedra" - "Como la pantera perdi´su rugido" - "Perros rojos"                                                  | 1996 | 13 de septiembre de 2003 |
| 2 | El librito de la selva: Los amigos de Mowgli      | - "¿Quién quiere ser mandríl?" - "Los humanes deben estar locos" - "La nena elefante" - "Mundo Mango" - "El tesoro de la selva central" | 1997 | 13 de septiembre de 2003 |
| 3 | El librito de la selva: Los monerias              | - "Benny y Clyde" - "El gran Kaadini" - "La legada de los lobos"                                                                        | 1997 | 13 de septiembre de 2003 |